# La carreta fantasma
Körkarlen (literalmente "El carretero"; en España: La carreta fantasma) es una película muda sueca de 1921 dirigida y protagonizada por Victor Sjöström, basada en la novela de 1912 Körkarlen de la autora sueca Selma Lagerlöf (primera mujer en obtener el Premio Nobel de Literatura, en 1909). En la película, Sjöström interpreta a un borracho llamado David Holm que, en la noche de Nochevieja, se ve obligado por el conductor fantasmal de la carreta de la Muerte a reflexionar sobre sus errores pasados. Junto a Sjöström, el reparto de la película incluye a Hilda Borgström, Tore Svennberg y Astrid Holm.
La carreta fantasma se estrenó en Escandinavia el día de Año Nuevo de 1921. Al año siguiente, Metro Pictures Corporation reeditó y estrenó la película en Estados Unidos bajo el título The Stroke of Midnight; se conocía como Thy Soul Shall Bear Witness! en el Reino Unido.
La carreta fantasma es notable por sus efectos especiales, su innovadora estructura narrativa con flashbacks dentro de flashbacks y por haber sido una gran influencia en las obras de Ingmar Bergman. Se ha caracterizado por pertenecer a varios géneros: se la ha llamado cuento moral, melodrama, película de fantasía y película de terror. Se la considera una de las primeras películas de terror debido a su atmósfera y su impacto en las entradas posteriores del género. La película generalmente se considera una de las obras centrales en la historia del cine sueco.

## Trama
En la víspera de Año Nuevo, la hermana Edit del Ejército de Salvación, que está a punto de morir, tiene un último deseo: hablar con David Holm. David, un borracho, está sentado en un cementerio contándoles a sus dos compañeros de copas sobre su viejo amigo Georges, quien le contó la leyenda de que la última persona que muere cada año tiene que conducir la carreta de la Muerte y recoger las almas de todos los que mueren al año siguiente. El propio Georges murió en la víspera de Año Nuevo del año anterior.
Gustafsson, un colega de Edit, encuentra a David, pero no consigue convencerlo de que vaya a verla. Cuando sus amigos intentan arrastrarlo hasta allí, se desata una pelea y David recibe un golpe en la cabeza con una botella justo antes de que el reloj marque las doce. El alma de David emerge de su cuerpo cuando aparece el fantasmal vehículo. El conductor es Georges.
Georges le recuerda a David cómo este último vivió una vida feliz con su esposa Anna, sus dos hijos y su hermano, hasta que Georges lo llevó por mal camino. Como se muestra en un flashback que sigue, David fue encarcelado por embriaguez. Antes de ser liberado de prisión, le mostraron a su hermano, quien había sido sentenciado a una larga pena por matar a un hombre mientras estaba borracho. Cuando David regresó a casa, encontró el apartamento vacío. Furioso, decidió buscar a Anna y vengarse.
Durante su búsqueda por toda Suecia, David llega a una nueva misión del Ejército de Salvación en la víspera de Año Nuevo. Maria no quiere abrir el timbre, ya que es muy tarde, pero Edit lo deja entrar. A pesar de su rudeza, ella le arregla el abrigo mientras él duerme. Al día siguiente, le pide que regrese en un año; había rezado para que el primer visitante tuviera buena suerte durante ese período y quiere saber el resultado de su oración. Él acepta, pero antes de irse, le arranca los parches cosidos a su abrigo.
Georges informa a David de que la promesa tiene que cumplirse y lo lleva contra su voluntad en la carreta hacia Edit. En otro flashback se muestra cómo Edit una vez encontró a David en un bar con Gustafsson y otro hombre. Edit persuadió al otro hombre para que se fuera a casa con su esposa y le dio a Gustafsson un anuncio para una reunión del Ejército de Salvación. En la reunión, Gustafsson se sometió a Dios, pero David permaneció completamente impenitente. Anna estaba en la reunión, pero David no la reconoció. Más tarde, Anna le dijo a Edit quién era, y Edit intentó lograr una reconciliación. Al principio, la pareja se mostró optimista, pero pronto el comportamiento de David llevó a Anna a la desesperación una vez más. Una noche, Anna le suplicó que no expusiera a sus hijos a su tuberculosis (la misma enfermedad mortal que Edit contrajo de él). Cuando se negó, Anna lo encerró en la cocina e intentó huir nuevamente con sus hijos, pero se desmayó. Él rompió la puerta con un hacha, pero no la lastimó físicamente.
Cuando Georges entra en la habitación de Edit, ella le ruega que la deje vivir hasta que vuelva a ver a David. Cree que ella es la culpable de sus pecados exagerados, ya que fue ella quien reunió a la pareja nuevamente. Cuando David escucha esto, se conmueve profundamente. Le besa las manos y, cuando Edit ve su arrepentimiento, puede morir en paz. Georges no la acepta, diciendo que otros vendrán por ella. Luego le muestra a David que Anna, temerosa de dejar a sus hijos solos después de que ella misma muera de tuberculosis, planea envenenarlos y envenenarse a sí misma. David le ruega a Georges que haga algo, pero Georges no tiene poder sobre los vivos. Luego, David recupera la conciencia en el cementerio. Corre hasta Anna antes de que ella pueda actuar. Con gran dificultad, la convence de que desea sinceramente reformarse.

## Influencia
Grupos de heavy metal y música electrónica han acompañado con sus propias composiciones proyecciones públicas y reediciones de la película, mientras una banda francesa de rock se ha bautizado con su título en inglés, The Phantom Carriage.
La novela, en gran medida gracias a su adaptación cinematográfica, conoció numerosas ediciones y reediciones en todo el mundo.
La película inspiró a Stanley Kubrick para la famosa escena de El resplandor donde Jack Nicholson destruye con una hacha la puerta de la habitación en la cual se esconden su mujer Wendy y su hijo Danny en el Hotel Overlook.